# I tre moschettieri (film 1973 Lester)
I tre moschettieri (The Three Musketeers) è un film del 1973 diretto da Richard Lester e sceneggiato da George MacDonal Fraser, autore dei "pastiche" comico-avventurosi noti come "Le Avventure di Flashman". Il film risente molto dell'impronta scanzonata e dissacrante dello sceneggiatore, risultando una delle versioni più 'picaresche' dell'immortale storia di Dumas, ma forse (proprio per questo) anche una delle più realistiche. In particolar modo i duelli furono attentamente coreografati per sembrare, più che algide esibizioni di scherma, delle vere e proprie 'risse', con il gioco di lama costantemente integrato dal ricorso a ogni genere di armi improvvisate. Creatore di queste coreografie è stato William Hobbs.
Girato interamente in Spagna, avrebbe dovuto essere un film della durata di circa 3 ore, ma visto il materiale girato venne deciso di realizzare un film in due parti. La seconda parte intitolata Milady sarebbe uscita l'anno successivo nel 1974. Nonostante la buona conoscenza della lingua inglese sia Jean-Pierre Cassel che Georges Wilson vennero doppiati.
Nel 1989 fu realizzato il seguito Il ritorno dei tre moschettieri, che vede la partecipazione di quasi tutto il cast originale.

## Trama
D'Artagnan arriva a Parigi dalla nativa Guascogna per presentarsi al marchese De Trevillé, capitano dei moschettieri, ma rimedia da Athos, Porthos e Aramis tre duelli a distanza di un'ora l'uno dall'altro. Athos e D'Artagnan non riescono tuttavia a incrociare le lame, perché vengono subito sorpresi da una pattuglia di guardie del cardinale Richelieu, acerrime nemiche dei moschettieri. Le guardie vorrebbero arrestarli perché i duelli sono vietati, ma D'Artagnan si unisce ai tre moschettieri e insieme i quattro vincono lo scontro con le guardie del Cardinale. Inizia così la loro solida amicizia al grido di "Uno per tutti, tutti per uno".
D'Artagnan conosce Costanza Bonacieux, dama di compagnia della Regina Anna d'Austria e moglie del suo padrone di casa. Se ne innamora e la donna lo coinvolge in un intrigo di corte. La Regina ha donato in pegno al suo spasimante, il Duca di Buckingham, 12 puntali di diamanti ricevuti in regalo dal marito. A conoscenza del fatto, Richelieu convince Luigi XIII ad organizzare un ballo in onore della Regina, con la richiesta di vedere la sovrana con indosso i 12 puntali. Terrorizzata dall'idea di venire screditata in pubblico e agli occhi del Re, Anna chiede a Costanza di trovare qualcuno che si rechi in Inghilterra per recuperare le gemme. D'Artagnan si offre volontario e parte con i suoi amici moschettieri. Ma lungo la strada il gruppo si imbatte nelle spie del Cardinale, e solo D'Artagnan riesce ad evitare gli agguati e ad imbarcarsi per Londra.
Giunto in Inghilterra, il giovane riesce a farsi ricevere dal Duca di Buckingham, che accetta di restituire i puntali alla Regina. Si accorge però che ne mancano due. Richelieu aveva infatti poco prima incaricato la sua complice, la diabolica Milady De Winter, di rubarli così da avere una prova che incriminasse la Regina. Buckingham riesce a procurarsi in pochissimo tempo una copia esatta dei puntali mancanti, così da permettere a D'Artagnan di tornare in tempo per consegnarli a Costanza prima del ballo. Il cardinale si reca al ricevimento con i due puntali rubati da Milady, sicuro di cogliere in fallo la Regina. Con sua grande sorpresa, la sovrana compare con i puntali al completo e il cardinale è costretto a giustificarsi di aver commissionato i due in suo possesso per farle un dono.

## Riconoscimenti
- 1975 - Golden Globe
  - Migliore attrice in un film commedia o musicale (Raquel Welch)